# Araldi della Buona Novella
Gli Araldi della Buona Novella (in latino Societas Praeconum Bonae Notitiae) sono una società di vita apostolica della Chiesa cattolica. I membri della società pospongono al loro nome la sigla H.G.N. (Heralds of Good News).

## Storia
Venne fondata il 14 ottobre del 1984 a Kurukuru nella diocesi indiana di Eluru (Andhra Pradesh) dal sacerdote Jose Kaimlett: ottenne l'approvazione di mons. John Mulagada, vescovo locale il 5 maggio 1991 e quella dalla Santa Sede il 5 maggio 1999. Alla fondazione di questa società, fero seguito, nel 1992 le Suore della Buona Novella e nel 1993 i Missionari della Compassione.

## Attività e diffusione
Scopo della società è quello di suscitare vocazioni al sacerdozio e di formare il clero per le missioni ed i territori dove mancano.
Alla fine del 2005 la società contava 47 case e 407 membri (214 dei quali sacerdoti) in 47 case ed era presente in Guatemala, Kenya, Italia, Paesi Bassi, Papua Nuova Guinea, Sudafrica, Tanzania, Uganda e Stati Uniti d'America.
Il 13 maggio 2021, papa Francesco ha nominato mons. Siby Mathew Peedikayil nuovo vescovo di Aitape (Papua New Guinea).

## Statistiche
L'ordine nel 2022 contava 714 membri, di cui 476 sacerdoti, distribuiti in 46 case.
| Anno | Membri | Sacerdoti | Case |
| ---- | ------ | --------- | ---- |
| 2012 | 592    | 352       | 67   |
| 2013 | 661    | 377       | 84   |
| 2014 | 712    | 403       | 91   |
| 2017 | 735    | 478       | 106  |
| 2020 | 763    | 506       | 7    |
| 2022 | 714    | 476       | 46   |